# Jeff Heerema
Jeffrey Heerema (Thunder Bay, Ontario, 17. siječnja 1980.) kanadski je profesionalni hokejaš na ledu. Desnoruki je napadač i igra na poziciji desnog krila. Bio je član hrvatskog KHL Medveščaka u EBEL-u.

## Karijera
Profesionalnu karijeru je započeo 1997. godine u OHL-u za klub Sarina Sting gdje ostaje do 2000. godine. U 192 utakmice postiže 219 bodova, a 1998. godine izabrali su ga Carolina Hurricanesi kao 11. igrača na draftu NHL-a. U sljedećih sedam godina nastupao je za Hurricanese i St. Louis, a ostatak je vremena proveo u AHL-u. Tamo je branio boje Lowell Lock Monstersa, Worcester Ice Catsa, Hartford Wolf Packsa, Manitoba Moosea i Binghampton Senatorsa. Heerema je odigrao 389 utakmica u AHL-u i postigao 314 bodova, dok je u NHL-u odigrao 32 utakmice i postigao 6 bodova. Na Stari kontinent stigao je 2007. godine. Odjenuo je dres Frankfurt Lionsa, u kojem se zadržao dvije godine uz učinak od 72 boda u 98 susreta. U hrvatski KHL Medveščak koji nastupa u EBEL-u stigao je u nastavku sezone 2008./09. kao novo pojačanje kluba.
Jedna od zanimljivosti jest i Heeremova obiteljsko-sportska priča. Naime, Jeff Heerema prvi je rođak NHL zvijezda Erica Staala iz Carolina Hurricanesa, Jordana Staala iz Pittsburgh Penguinsa, osvajača Stanleyjeva kupa, te Marca Staala iz New York Rangersa. Trojica hokejaša su braća.
Prvi pogodak u dresu "medvjeda" postigao je u svom drugom susretu u gostima kod LIWEST Black Wingsa. To je ujedno bio i pobjednički pogodak Medveščaka u produžecima susreta koji je završio 4:5. 

## Statistika karijere
Bilješka: OU = odigrane utakmice, G = gol, A = asistencija, Bod = bodovi, +/- = plus/minus, KM = kaznene minute, GV = gol s igračem više, GM = gol s igračem manje, GO = gol odluke
| 2009./10. | KHL Medveščak | EBEL |  |  |  |  |  |  |  |  |  |  |  |  |  |  |  |  |  |  |

## Vanjske poveznice
|  | Zajednički poslužitelj ima još gradiva o temi Jeff Heerema |

- Profil na The Internet Hockey Database